# 카르니올라 공국

18세기 말 이너카르니올라의 역사 지도

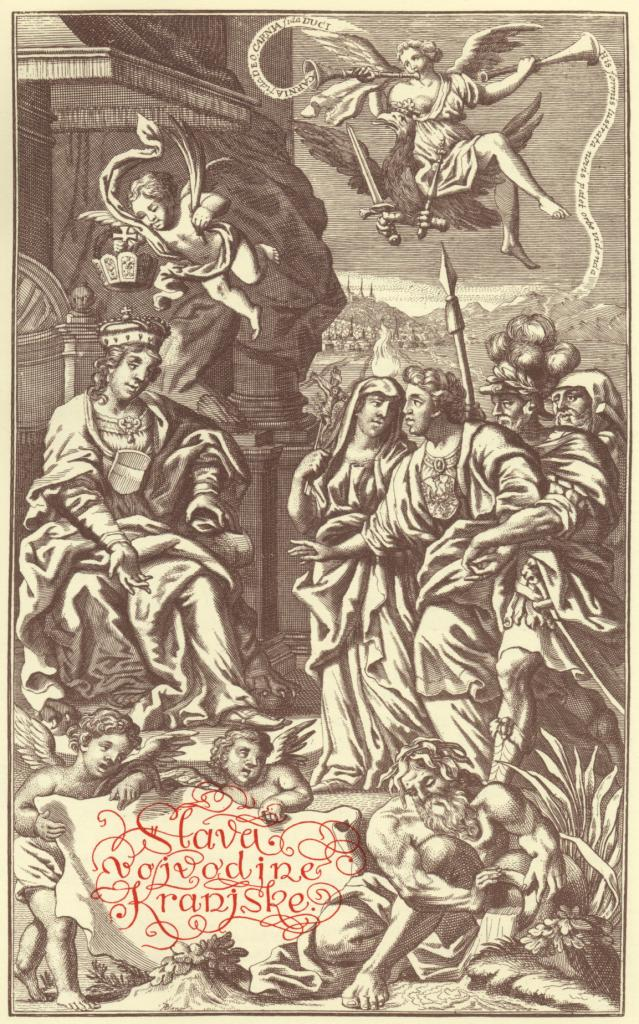
카르니올라의 우화 (오른쪽), 작품 카르니올라 공국의 영광에서

카르니올라 공국(슬로베니아어: Vojvodina Kranjska, 독일어: Herzogtum Krain, 헝가리어: Krajna)은 1364년 동프랑크의 카르니올라 변경 영지에 합스부르크의 통치 하에 설립된 신성 로마 제국의 황제국이었다. 합스부르크 군주국의 세습 영토였으며 1804년에 오스트리아 제국의 구성 영토가 되었고 1849년까지 일리리아 왕국의 일부가 되었다. 1849년부터 별도의 왕실영지가 되었으며 1867년부터 1918년 국가가 해체될 때까지 오스트리아-헝가리의 시스라이타니아 영토에 편입되었다. 수도는 라이바흐였으며 오늘날의 류블랴나다.

## 같이 보기
- 크란스카
- 슬로베니아의 국기